# Jakubowice (powiat namysłowski)
Jakubowice (niem. Jacobsdorf, Jakobsdorf) – wieś w Polsce położona w województwie opolskim, w powiecie namysłowskim, w gminie Wilków.
W latach 1954–1961 wieś należała i była siedzibą władz gromady Jakubowice, po jej zniesieniu w gromadzie Jakubowice. W latach 1975–1998 miejscowość należała administracyjnie do województwa opolskiego.

## Nazwa
W alfabetycznym spisie miejscowości na terenie Śląska wydanym w 1830 roku we Wrocławiu przez Johanna Knie miejscowość występuje pod obecnie używaną polską nazwą Jakubowice oraz zgermanizowaną Jakobsdorf

## Zabytki
Do wojewódzkiego rejestru zabytków wpisany jest:
- zespół pałacowy, z XIX w.:
  - Pałac w Jakubowicach
  - park